# Caqui (color)
|  | Aquest article tracta sobre caqui (color). Vegeu-ne altres significats a «caqui». |

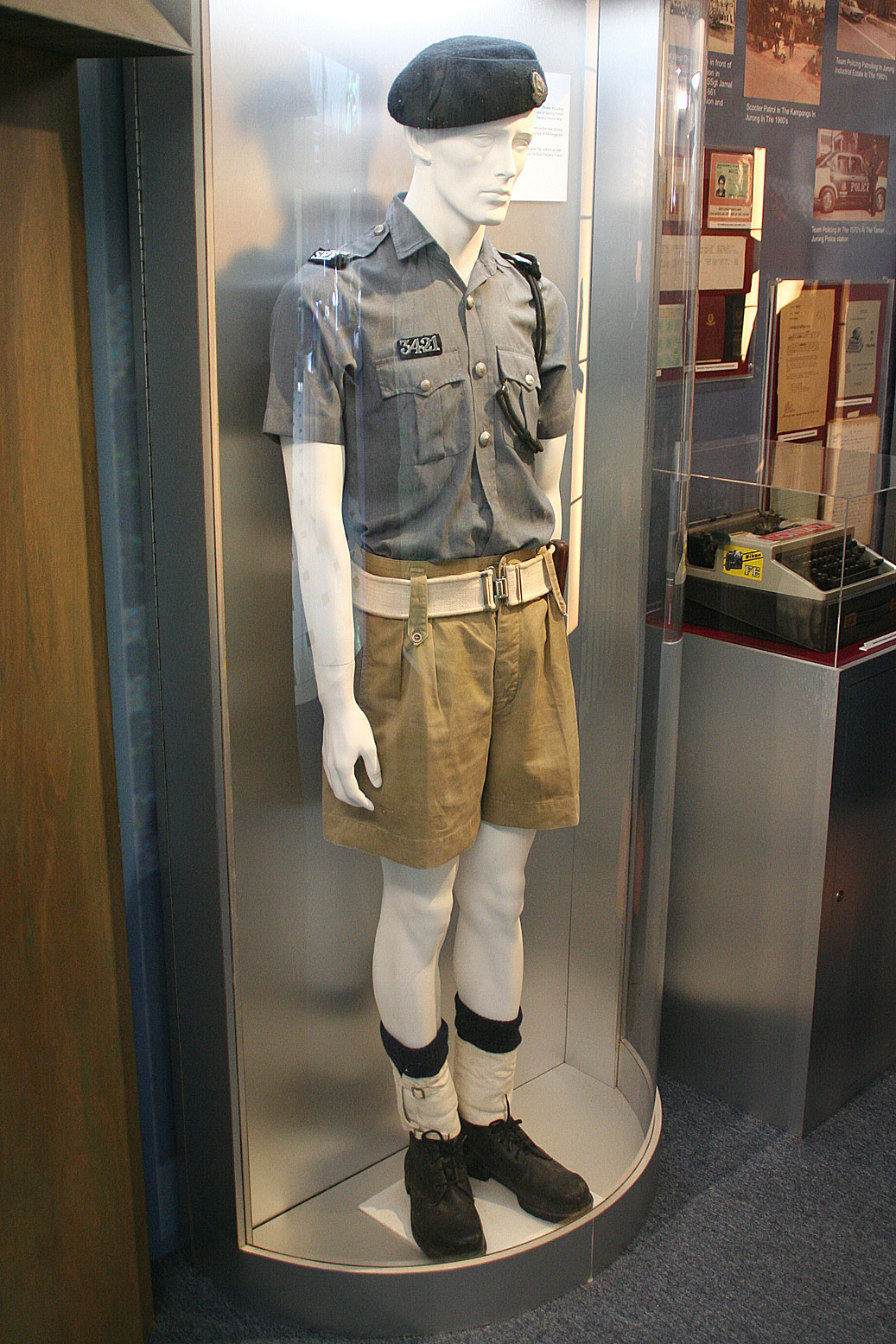
Uniforme de la caserna general de la Jurong Police Division de Singapur, amb pantaló caqui.

El caqui és un matís de color bru (marró) tirant a verd o a groc. El terme no fa referència a un color concret, sinó que comprèn un conjunt de tonalitats que s'estén entre el verd i el groc, sempre entorn del marró. En general diem que un objecte o un vestit és caqui quan el color es pot interpretar com un beix, marró o groc verdosos (però sense que hi predomini l'efecte verdós). És un color d'intensitat mitjana, no saturada, que els coloristes consideren dins el camp cromàtic del marró.
Contràriament a les aparences, el nom del color no ve pas de la fruita anomenada també caqui, que és de color vermell, sinó de l'hindustànic khaki, derivació de l'adjectiu persa khki, que significa 'color de pols o de terra'. Usat per primera vegada en urdú per designar el color dels uniformes confeccionats a l'Índia per a l'exèrcit britànic, aquesta paraula va passar a l'anglès amb l'ortografia khaki, i d'ací s'expandí pertot; el català el va adaptar a caqui.
Una mostra del color caqui:

## Simbolisme i ús
El caqui s'associa a roba militar. Per extensió la moda l'ha adoptat freqüentment com a color de roba de carrer. Cal tenir en compte que el caqui dels grans modistes cobreix un camp cromàtic més extens que el caqui militar perquè també el gris verdenc i el verd fosc s'hi denominen caqui.

## Ús militar
El món militar fou l'origen i la clau de la popularització del color caqui, i també el primer camp d'aplicació que va tenir. L'exèrcit britànic l'usà primer a l'Índia (on conegué aquest color), al principi extraoficialment. A partir de 1867 anà generalitzant-lo a les tropes colonials; les guerreres roges foren usades en campanya per darrera volta el 1882, a Egipte.
Arran l'amarga experiència de la Guerra dels Bòers, el 1902 el color caqui fou adoptat per a l'uniforme únic de tot l'exèrcit britànic, incloent-hi les tropes metropolitanes, tot renunciant definitivament al roig que l'havia caracteritzat durant segles; els altres exèrcits de la Commonwealth (Canadà, Sud-àfrica, Austràlia, etc.) secundaren la mesura tot seguit.
Això suposà una revolució uniformològica internacional, perquè consciencià la majoria d'exèrcits del món de la necessitat d'abandonar els tradicionals uniformes multicolors i ornamentats i de substituir-los per d'altres de monocolors que tendissin a mimetitzar-se amb el terreny. La majoria dels que feren aquesta opció en el període de pre-guerra optaren, alhora, per algun to de caqui. Fou el cas dels EUA (1902), el Japó (1904), Rússia (1907), Grècia i Bulgària (1908), l'Imperi Otomà (1909), Montenegro (1910), Espanya (1914), etc. Hi hagué excepcions a la norma caqui: el blau grisenc d'Àustria-Hongria (1908), Romania (1912) i Suïssa (1914); el verd grisenc d'Itàlia (1909); el gris d'Alemanya (feldgrau, 1907), Sèrbia (1908), els Països Baixos (1912) i els països nòrdics...

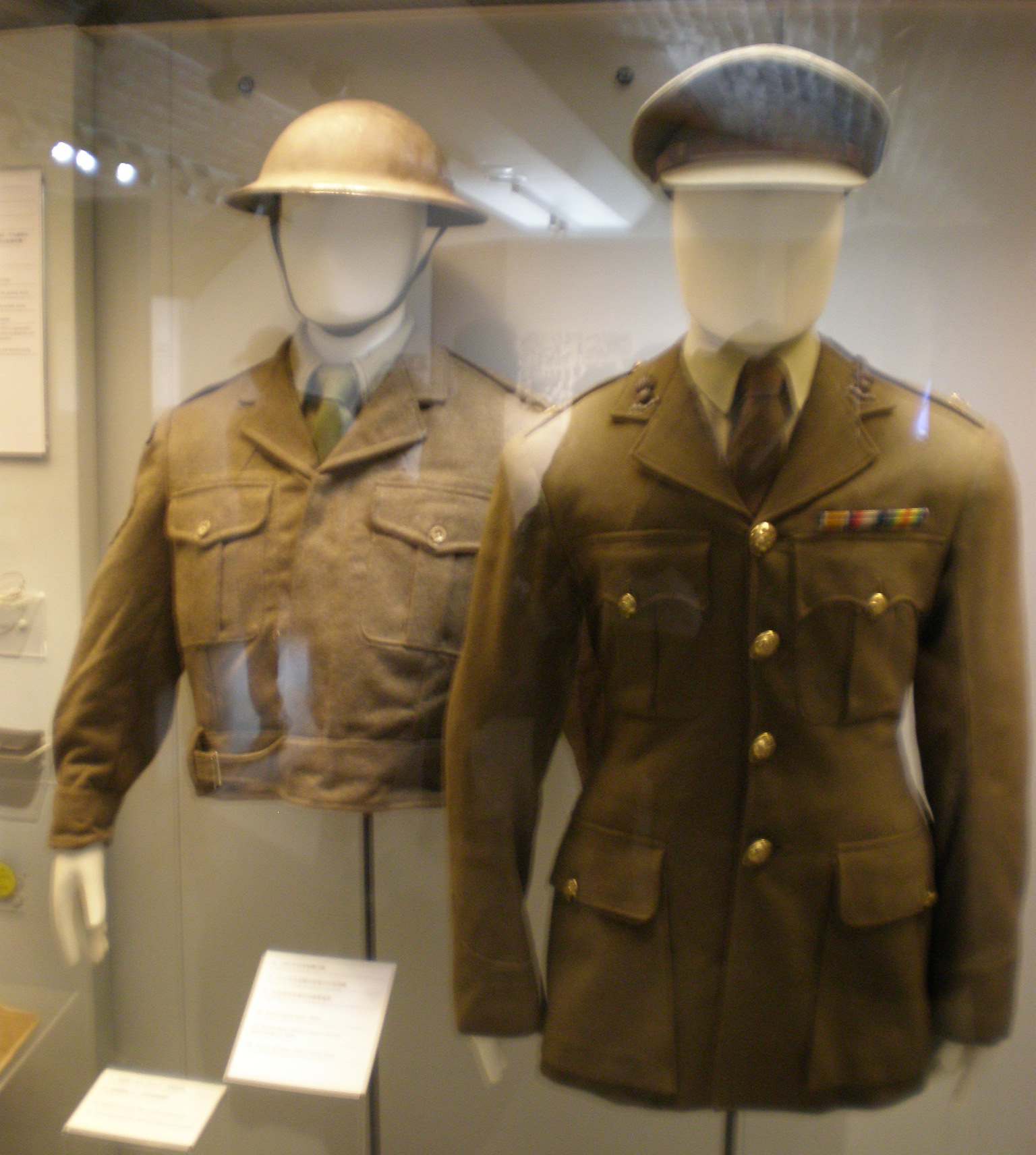
Uniformes caqui britànics prototípics: a la dreta, caçadora del battledress m. 1938/49; a l'esquerra, guerrera d'oficial m. 1902/13

Durant la Primera Guerra Mundial el caqui fou adoptat per Bèlgica (1915), mentre que França optava en solitari pel blau cel (bleu horizon, 1915).
El període d'entreguerres conegué una nova embranzida del caqui, que fou adoptat per la majoria dels estats nous (URSS, països bàltics, Polònia, Txecoslovàquia), i també per Hongria (1920), Romania (1921), Suècia i Dinamarca (1923) i, tardanament, França (1935). Alhora s'estenia per altres continents: l'adoptaren diversos exèrcits iberoamericans i també els d'Egipte, Etiòpia, Pèrsia/Iran, Afganistan, Siam/Tailàndia, Xina (per a estiu), etc., etc. Encara hi hagué excepcions a la norma: el gris d'Alemanya, Àustria, Portugal, Suècia (que el readoptà el 1939), Noruega, Iugoslàvia i la Turquia kemalista; el verd grisenc d'Itàlia, Països Baixos, Irlanda i Albània; el blau grisenc de Suïssa i Finlàndia...
El nombre d'exèrcits vestits de caqui augmentà encara en la segona postguerra mundial, sovint mitjançant la imitació del battledress britànic per part d'exèrcits (com ara l'italià i el neerlandès) que havien usat altres colors; també per imitació del model soviètic per part d'altres exèrcits del Pacte de Varsòvia (sobretot en el període estalinista); i, sobretot, mitjançant la descolonització, quan l'adopten força exèrcits dels nous estats independents (els àrabs, per exemple).
Entre la segona meitat de la dècada dels cinquanta i inicis de la dels seixanta els EUA i el Regne Unit (més la Commonwealth) passaren del caqui al verd oliva, i ràpidament foren imitats per multitud d'altres exèrcits (els de l'OTAN, diversos del Pacte de Varsòvia, molts d'iberoamericans i d'africans, etc.); això suposà la fi de l'edat d'or del caqui, juntament amb la consagració del verd oliva com a color militar per excel·lència. Des de mitjans anys seixanta, doncs, el caqui només és conservat per les Forces Armades de l'URSS (que de tota manera el 1970 adoptaran un to més verdenc per a campanya), per exèrcits de països tòrrids (Magrib i Pròxim Orient), etc.
D'ençà la Segona Guerra Mundial, molts exèrcits tenen una variant caqui (o bé d'un to de sorra) de l'uniforme habitual per a usar-la quan han de combatre en escenaris desèrtics o tòrrids. Com que a hores d'ara l'uniforme habitual acostuma d'ésser mimètic, la variant desèrtica és usualment un uniforme mimètic en què el color de base és el caqui.

### Una precisió terminològica
Per tal d'evitar malentesos, convé puntualitzar que en l'exèrcit estato-unidenc el color caqui es denominava olive drab, terme que, per tant, no designa pas el verd oliva, malgrat les aparences. En canvi, a les forces armades estatunidenques el mot khaki (o bé suntan, 'moreno') designa el color sorrenc de certs uniformes tropicals o d'estiu (el mateix color que en l'ús britànic es denomina sand).